# Tarka regénytár (Újvidék)
A Tarka regénytár az újvidéki Képes Ifjúság Kft. 1960-as évek végén kiadott magyar nyelvű könyvsorozata volt, amelynek keretében főleg vadnyugati kalandregények jelentek meg, de kiadtak néhány bűnügyi illetve sci-fi történetet is. A sorozatot Varga József szerkesztette. A köteteket a Fórum Lap- és Könyvkiadó Vállalat (Újvidék) nyomtatta. A könyvek 21 cm x 15 cm méretben és általában 64 oldalon jelentek meg.
A köteteket általában két szerző művét hátlapjukkal egybekötve adták ki. Ára 1 majd 2 dínár volt.
Az írók feltehetően álneveken szereplő vajdasági magyar szerzők voltak.

## Jellemzői
A köteteken felül piros sávban tüntették fel a sorozatcímet. Balra sárga ötágú csillagban a kötet sorszáma, jobbra sárga körben az ár, 1 majd 2 dínár. Ez alatt a sáv alatt a kötet témájára utaló színes rajz, későbbi kiadványoknál fotó illetve fotómontázs. Ezen, vagy ez alatt vastag, néha balra függőleges sávon a cím olvasható. Néhány esetben feltüntették a műfajt is (pl.: WESTERN).

## A sorozat kötetei
- 1. szám Fred Davis: A seriff rossz napja; Van Hecht: Aki szerette a naplementét; Pokoli üldözés; 31 (14+17) oldal, vadnyugati
- 2. szám Saco Robren: Sasok és banditák; A siker felé, 64 oldal, bűnügyi
- 3. szám Franck Dexter: Mint az orkán; Harold White: A pénz bilincse, 64 oldal, kaland
- 4. szám Broderick Grand: Leszámolás vihar előtt;[1] A tévedés, 1967, 64 oldal, vadnyugati
- 5. szám Frederick Eshton: Loon titka; Barry Pharoun: Tudathasadás, 80 oldal, bűnügyi
- 6. szám Frederick Eshtone: Loon, az éjszakák ura, 64 oldal, bűnügyi
- 7. szám S. Tempest:[2] Madagaszkári kaland; A. March: Az őrangyal; Ravasz, mint a róka; Hasznos szófogadatlanság, 63 oldal, kaland
- 8. szám O. Clack: Nyugatra vágtattak; Távolból, közelről; Két garasért egy egész játékboltot; May műhelytitkai, 64 oldal, kaland
- 9. szám William O'Conor: A Broken Arrow ura, 64 oldal, vadnyugati
- 10. szám Dan Ferguson: Az intéző halála, 63 oldal, vadnyugati
- 11. szám Dan Ferguson: A hondok törvénye; Bud Fraser: Hajsza az autóúton, 80 (64+16) oldal, bűnügyi
- 12. szám Dag Baxter: Malájok földjén; Fred Nil: Kaland, 1969, 64 oldal, kaland
- 13. szám Gérard François: Szökevények a világűrben, 1969, 62 oldal, sci-fi
- 14. szám Frederick Ashton: Loon ultimátuma, 63 oldal, bűnügyi
- 15. szám Gérard François: A halott bosszúja, 1969, 64 oldal
- 16. szám Gérard François: A La Garonne folyó titka, 1970, 63 oldal